# Mirnoe, Taraclia
Mirnoe este un sat situat în sud-estul Republicii Moldova, în raionul Taraclia. Aparține de comuna Vinogradovca.

## Demografie

### Structura etnică
Structura etnică a localității conform recensământului populației din 2004:
| Grup etnic                                               | Populație | % Procentaj  |
| -------------------------------------------------------- | --------- | ------------ |
| Găgăuzi                                                  | 84        | 29,17%       |
| Băștinași declarați Moldoveni Băștinași declarați Români | 75 1      | 26,04% 0,35% |
| Bulgari                                                  | 55        | 19,10%       |
| Ucraineni                                                | 49        | 17,01%       |
| Ruși                                                     | 21        | 7,29%        |
| Alții                                                    | 3         | 1,04%        |
| Total                                                    | 288       | 100%         |